# Ben Hardy

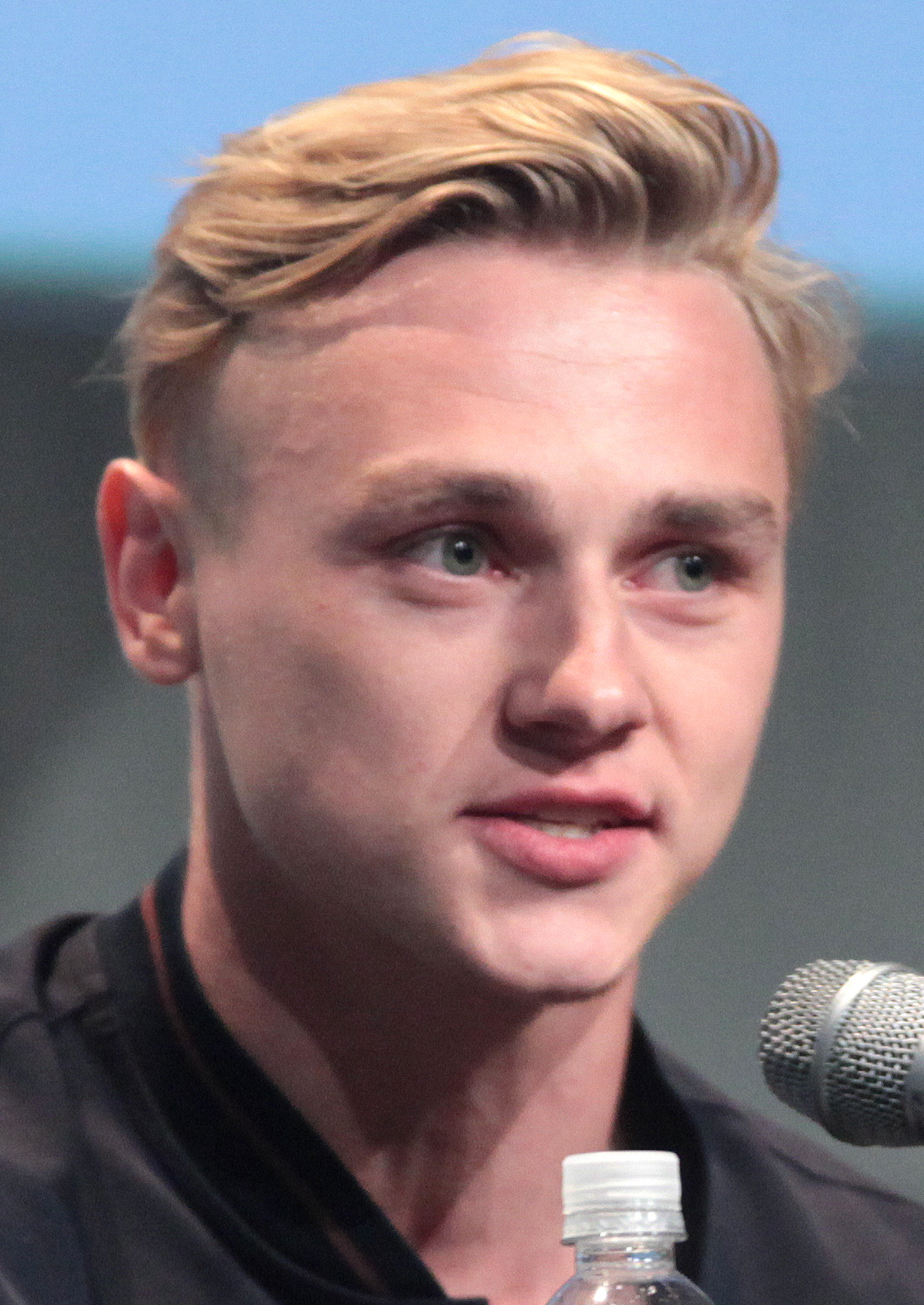
Ben Hardy auf der Comic-Con (2015)

Ben Hardy (* 2. Januar 1991 in England als Ben Jones) ist ein britischer Schauspieler.

## Leben
Ben Hardy wuchs in Sherborne auf und besuchte dort die Gryphon School. Bereits 1998 begann er mit dem Theaterspielen. Im September/Oktober 2012 war er in London am Hampstead Theatre in der Wiederaufnahme des Theaterstücks The Judas Kiss von David Hare als Hotelangestellter Arthur Wellesley in einer der Hauptrollen zu sehen. Mit dieser Produktion ging er auch auf Tournee durch Großbritannien. Die Inszenierung mit Rupert Everett in der Hauptrolle als Oscar Wilde erregte in Großbritannien großes Aufsehen, da mehrere der Schauspieler in der Inszenierung vollkommen nackt auftraten; auch Hardy war in seiner Rolle fast 20 Minuten lang nackt zu sehen.
Im April 2013 konnte sich Hardy eine Hauptrolle in der langlebigen BBC-Daily-Soap EastEnders sichern. Er übernahm die Rolle des Peter Beale, welche zuvor von Thomas Law dargestellt wurde. In der Soap war er vom 7. Juni 2013 bis zum 24. Februar 2015 zu sehen.
Im Februar 2015 wurde Hardy für den 2016 erschienenen Film X-Men: Apocalypse verpflichtet.
Im 2018 erschienenen Film Bohemian Rhapsody spielte er die Rolle des Roger Taylor, Schlagzeuger der Band Queen.

## Filmografie
- 2013–2015: EastEnders (Fernsehserie)
- 2016: X-Men: Apocalypse
- 2017: Mary Shelley
- 2017: No Way Out – Gegen die Flammen (Only the Brave)
- 2018: Bohemian Rhapsody
- 2019: 6 Underground
- 2020: Pixie – Mit ihr ist nicht zu spaßen (Pixie)
- 2021: The Voyeurs
- 2023: Unicorns
- 2023: Die statistische Wahrscheinlichkeit von Liebe auf den ersten Blick (Love at First Sight)